# مارتن بايلي
مارتن بايلي (10 يوليو 1952 في المملكة المتحدة - ) (بالإنجليزية: Martin Bayley)‏ هو لاعب كريكت بريطاني. لعب مع نادي وارويكشاير للكريكيت ‏.

## وصلات خارجية
- مارتن بايلي على موقع إي آس بي آن كريك إنفو (الإنجليزية)